# Fête galante

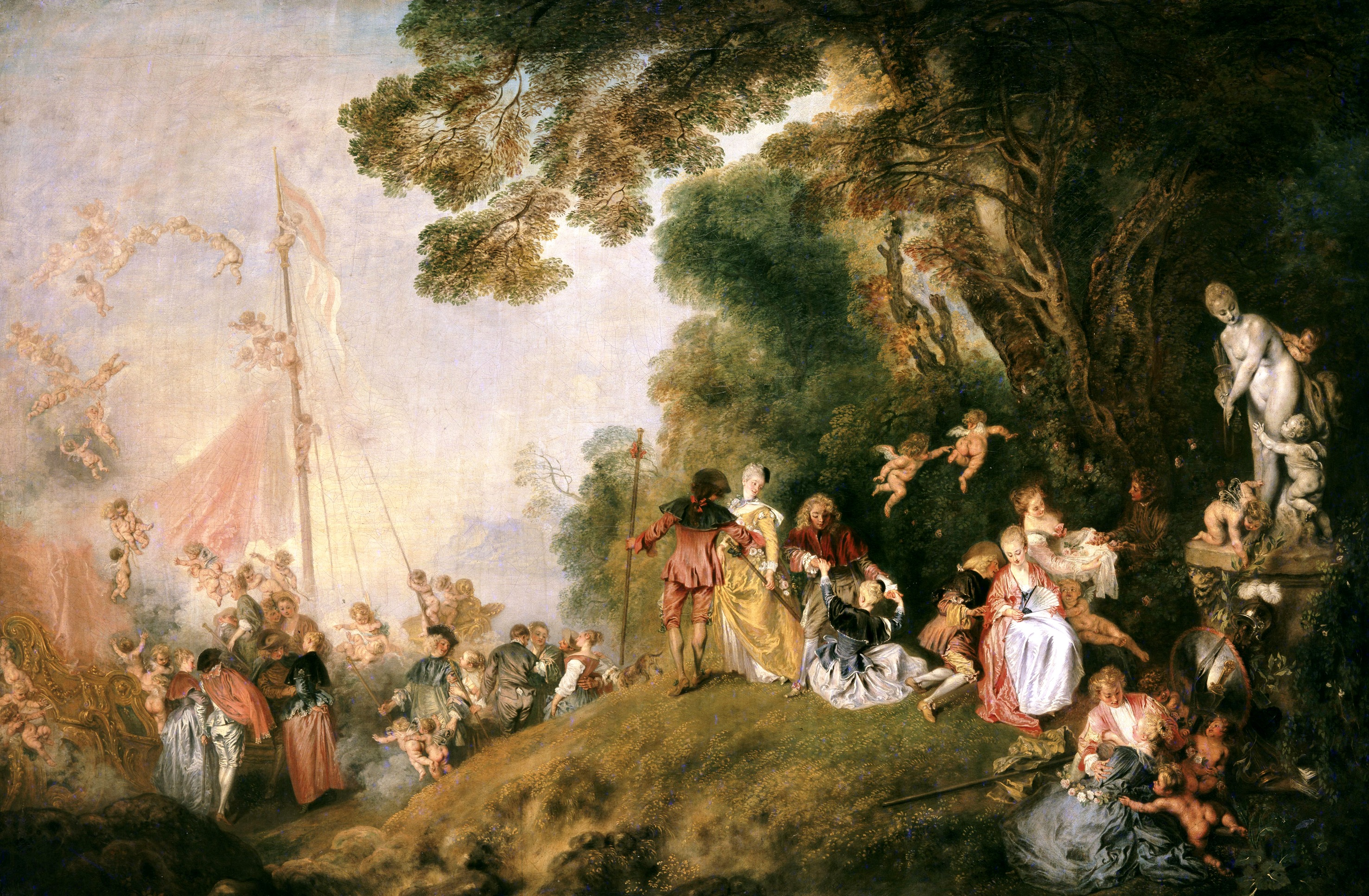
Antoine Watteau, Imbarco per Citera, 1717

Fête galante (festa galante) è un termine che si riferisce ad un genere di pittura appositamente creato dall'Accademia di Francia nel 1717 per descrivere le variazioni sul tema della fête champêtre introdotte da Antoine Watteau (1684-1721), caratterizzate da figure in abito di ballo o abbigliate in maschera, inserite in un'ambientazione di giardini all'aperto. Quando Watteau chiese di aderire all'Accademia di Francia, nel 1717, non vi era alcuna categoria adatta alle sue opere, e pertanto l'accademia decise di crearne una nuova piuttosto che rifiutare la sua richiesta.

## Opere di Watteau
Watteau creò la pittura della fête galante come compromesso tra due unità. Da un lato, la maggior parte dei suoi introiti provenivano dai privati, piuttosto che da parte del governo. D'altra parte voleva il riconoscimento da parte della governativa Académie des beaux-arts. L'Académie aveva classificato le scene di vita quotidiana e i ritratti, dipinti più desiderati dai mecenati privati, come di categoria inferiore a quelli moralmente didattici, che illustravano la storia e la mitologia. Ritraendo i suoi committenti in scene che ricordavano la terra mitizzata dell'Arcadia, dove gli esseri umani avevano presumibilmente vissuto in piacevole armonia con la natura, Watteau fu in grado di ottenere per i suoi dipinti la posizione più elevata dall'Académie, lusingando così maggiormente i suoi acquirenti.

## Contesto
Dopo la morte di  Luigi XIV nel 1715, gli aristocratici della corte francese abbandonarono la grandezza della corte di Versailles per le dimore più intime di Parigi dove, elegantemente abbigliati, potevano giocare e flirtare mettendosi in scena come nella commedia dell'arte italiana.
La pittura della fête galante fu una parte importante del periodo rococò che vide il centro delle arti europee allontanarsi dalla gerarchia dei generi, che aveva standardizzato la grandezza delle opere destinate alla chiesa e alla corte reale, per andare verso un apprezzamento dell'intimità e dei piaceri personali. Ciò nonostante, i lussureggianti ambienti esterni dei dipinti sul genere della fête galante erano spesso estratti da opere precedenti, soprattutto da dipinti veneziani del XVI secolo e olandesi del XVII secolo.

## Esempi
- L'accord parfait - dipinto da Watteau tra il 1717 e il 1718. Una bella giovane donna fa musica per un vecchio uomo che suona un flauto.
- Le collation - di Pater. Piccola nobiltà flirta e raccoglie fiori vicino ad un nudo femminile reclinato su un tumulo a forma di conchiglia di mare. Il nudo probabilmente rappresenta la dea Venere.
- Danse dans le parc - di Lancret. Cortigiani riccamente abbigliati danzano davanti alla statua di un eroico nudo maschile. I nudi maschili furono uno dei soggetti preferiti dei dipinti storici, e pertanto la funzione di questa statua è chiaramente lo scopo di elevare i ballerini allo stato "storico".
- Declaration of love - dipinto da De Troy nel 1731. Lo stile di De Troy è molto più realistico rispetto alla maggior parte degli altri pittori. Questo dipinto fu acquistato da Federico II di Prussia e collocato nel palazzo  Sans Souci.
- Les deux cousines - dipinto da Watteau tra il 1717 e il 1718. A due donne in abiti di raso bianco viene offerto un mantello rosso da parte di un giovane galante. Come in altre opere dello stile fête galante, alcune statue greco-romane lungo il lago contribuiscono ad elevare questa scena di genere allo status di pittura storica.
- Gardens of the Villa d'Este at Tivoli - dipinto da Fragonard. L'architettura greca e romana fornisce lo sfondo per un pranzo all'aperto e giochi di società.
- A Lady in a Garden Taking Coffee With Some Children - dipinto da Lancret intorno al 1742. Una donna seduta accanto a una fontana, in un sontuoso giardino, versa qualche cucchiaino di caffè esotico sui suoi figli mentre due uomini, probabilmente il marito e un servo, la stanno a guardare.
- Mezzetin - dipinto da Watteau tra il 1718 e il 1720. Non tecnicamente nello stile delle fête galante, mostra un patetico personaggio della commedia dell'arte italiana mentre fa una serenata a una donna che non lo ricambia.
- A Pilgrimage to Cythera - dipinto da Watteau nel 1717. Aristocratici ben vestiti, alla presenza di cherubini, visitano un'isola apparentemente dedicato all'antica dea dell'amore  Citera. Questo dipinto è spesso presentato come il prototipo delle fête galante.
- The Shepherds - dipinto da Watteau intorno al 1716. Questo dipinto gioca su una lunga tradizione di aristocratici che fingono di essere pastori, una tradizione che fiorì nel XVIII secolo.
- Feste veneziane - dipinto da Watteau tra il 1718 e il 1719. Due danzatori (l'uomo in costume arabo) ballano per una folla di curiosi davanti ad una statua di Venere. Il suonatore di cornamusa sembrerebbe essere un autoritratto.

## Galleria d'immagini

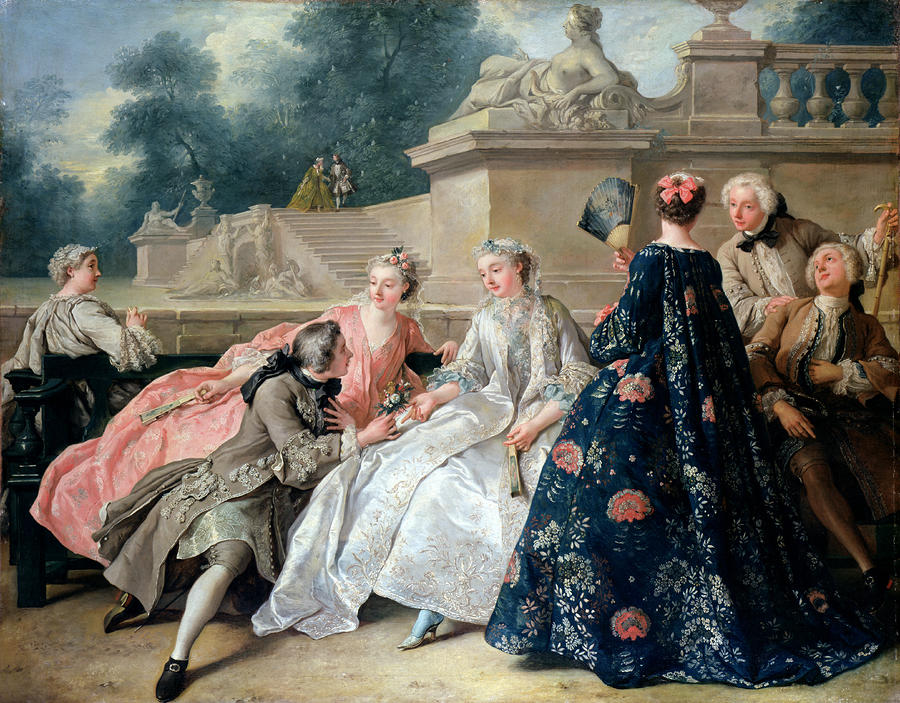
Jean-François de Troy, The Declaration of Love
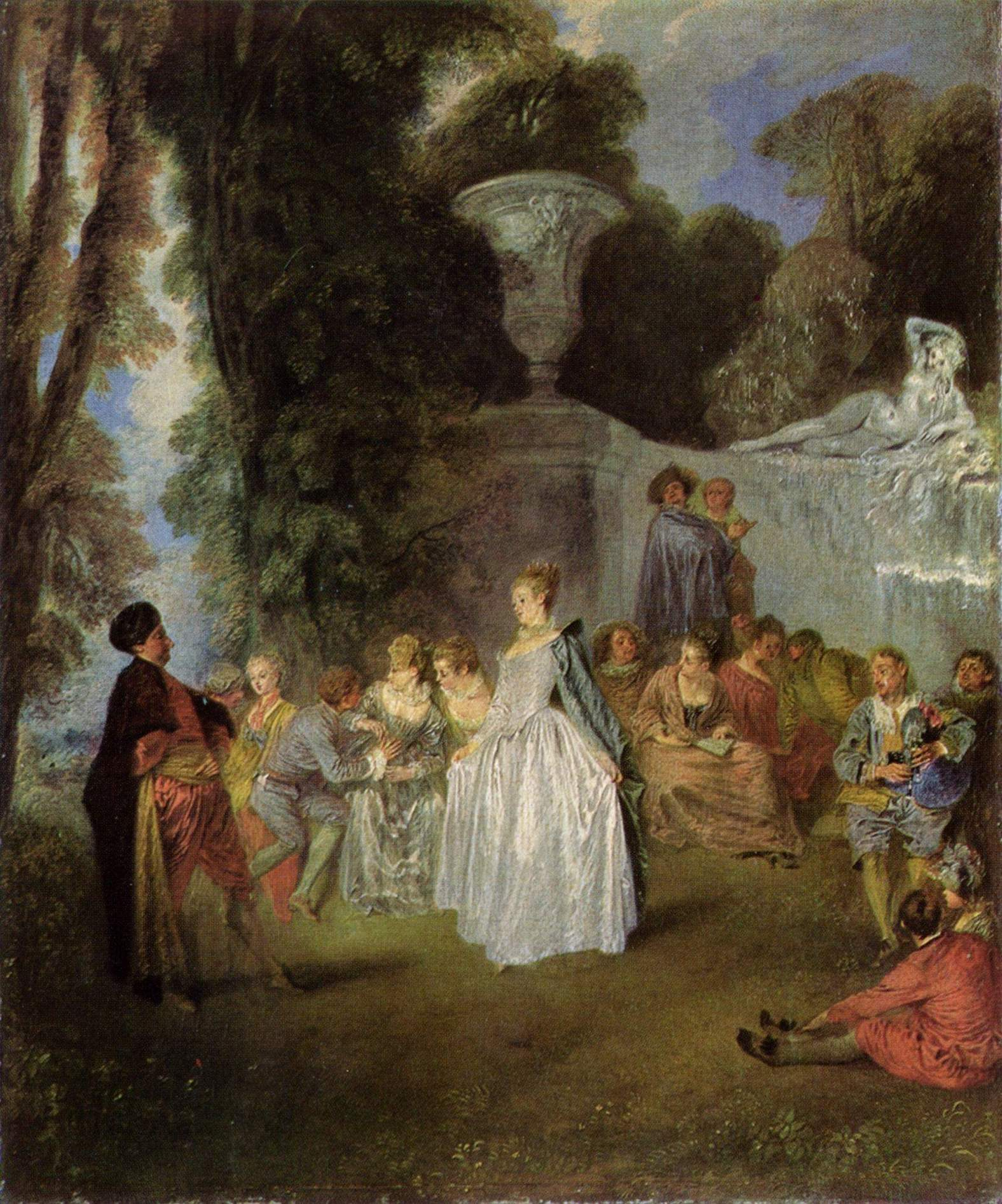
Antoine Watteau, Feste veneziane
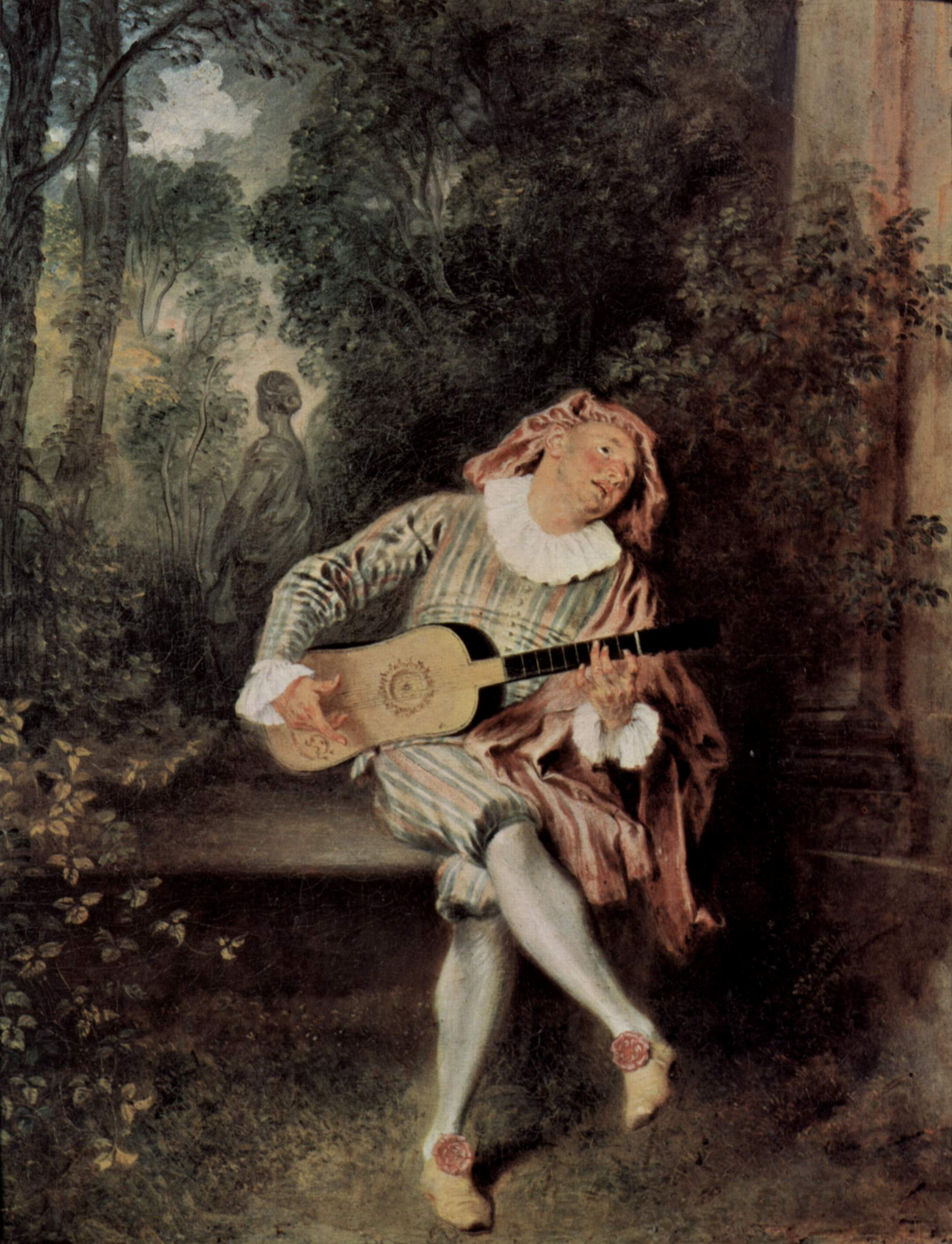
Antoine Watteau, Mezzetin
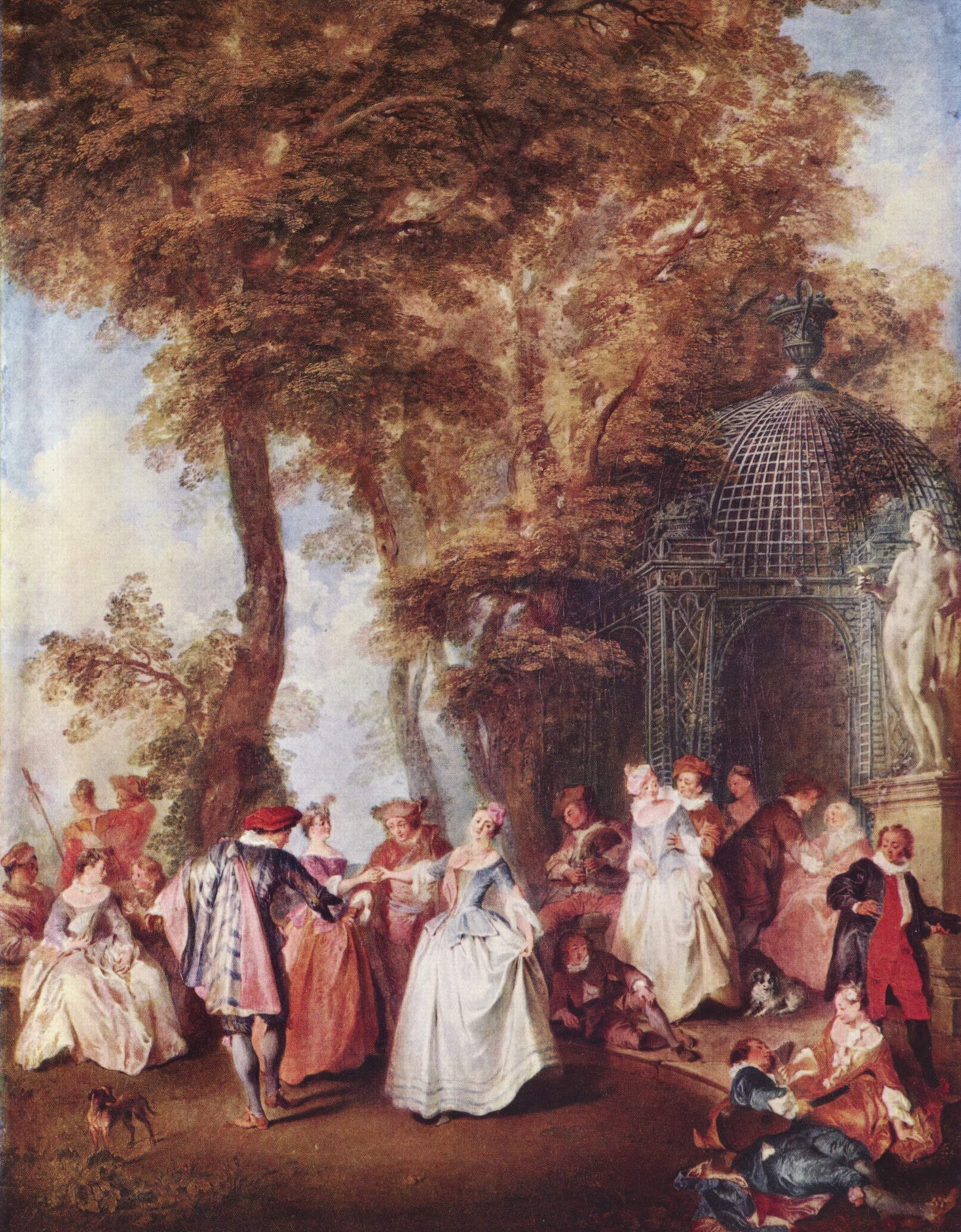
Nicolas Lancret
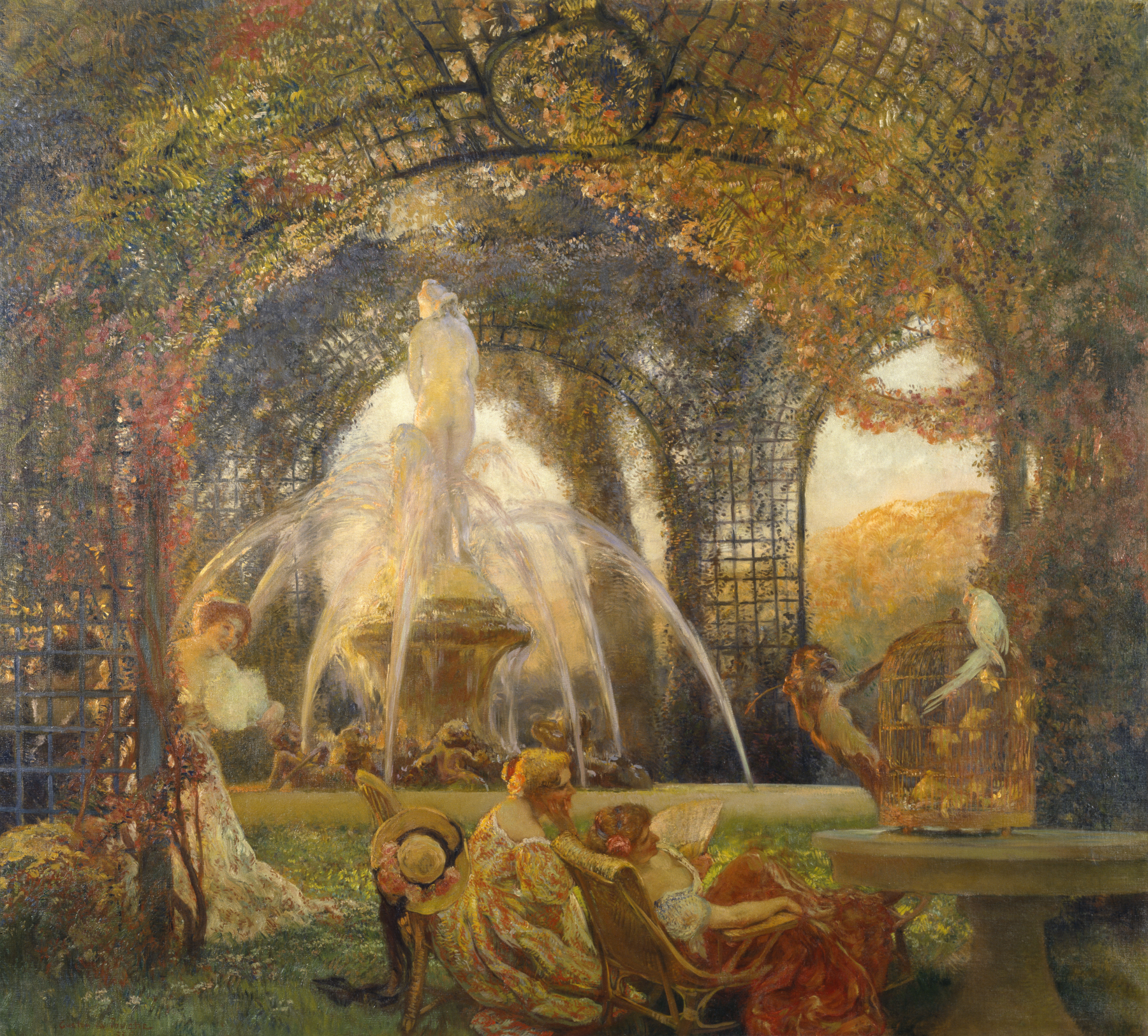
Gaston La Touche, The Arbor,  The Walters Art Museum.